# Aeroporto de São Borja - João Manoel
O Aeroporto de São Borja (IATA: QOJ, ICAO: SSSB), também conhecido como João Manoel, está localizado no município de São Borja, Rio Grande do Sul.
Depois de 50 anos os voos regulares entre São Borja e Porto Alegre, foram retomados em 21 de novembro de 2019.
Suas coordenadas são as seguintes: 28°39'11.00"S de latitude e 56°01'58.00"W de longitude. Possui uma pista de 1500m de asfalto.